# Norbert Książek
Norbert Książek (ur. 1975 w Mińsku Mazowieckim) – polski urzędnik państwowy i prawnik, w latach 2018–2020 Główny Inspektor Nadzoru Budowlanego.

## Życiorys
Urodził się w 1975 w Mińsku Mazowieckim. Technik budownictwa ogólnego. Absolwent Wydziału Prawa i Administracji Uniwersytetu Łódzkiego i studiów podyplomowych z zakresu charakterystyki energetycznej w Wyższej Szkole Ekologii i Zarządzania w Warszawie.
Pracownik nadzoru budowlanego od 2003. W 2004 rozpoczął pracę w Głównym Urzędzie Nadzoru Budowlanego. Między innymi pełnił funkcje zastępcy dyrektora oraz dyrektora Departamentu Orzecznictwa Nadzoru Budowlanego, a także dyrektora Departamentu Orzecznictwa Administracji Architektoniczno-Budowlanej.
Minister Infrastruktury i Budownictwa powierzył Norbertowi Książkowi pełnienie obowiązków Zastępcy GINB od 13 lutego 2017. Z dniem 20 października 2017 powołał go na stanowisko Zastępcy Głównego Inspektora Nadzoru Budowlanego. Od 8 lutego 2018 Norbert Książek pełnił obowiązki Głównego Inspektora Nadzoru Budowlanego. W dniu 26 marca 2018 Prezes Rady Ministrów Mateusz Morawiecki powołał go na stanowisko Głównego Inspektora Nadzoru Budowlanego. 10 sierpnia 2020 został odwołany z pełnionej funkcji.